# Loculla senzea
Loculla senzea là một loài nhện trong họ Lycosidae.
Loài này thuộc chi Loculla. Loculla senzea được Carl Friedrich Roewer miêu tả năm 1960.